# Acartophthalmus pusio
Acartophthalmus pusio är en tvåvingeart som beskrevs av Frey 1947. Acartophthalmus pusio ingår i släktet Acartophthalmus och familjen lövbuskflugor. Arten är reproducerande i Sverige. Inga underarter finns listade i Catalogue of Life.